# Bramblecombe
Bramblecombe – wieś w Anglii, w hrabstwie Dorset. Leży 13 km na północny wschód od miasta Dorchester i 173 km na południowy zachód od Londynu.